# Рейд на Баришу
Рейд на Баришу (официальное кодовое название: операция Кайла Мюллер) — спецоперация Соединённых Штатов Америки, проведённая в окрестностях села Бариша, провинции Идлиб в Сирии в ночь с 26 на 27 октября 2019 года с целью захвата или ликвидации лидера Исламского государства Абу Бакра аль-Багдади.

## Ход операции
Операция началась в 17:00 (по времени восточного побережья США) в субботу, 26 октября, в полночь по местному времени: с аэродрома в иракском Эрбиле взлетели восемь вертолётов Apache и CH-47 Chinook. На борту этих вертолётов находились бойцы подразделения Delta и, по меньшей мере, одна служебная собака. Тем временем, за убежищем аль-Багдади около населённого пункта Бариша велось постоянное наблюдение со спутников и беспилотных самолётов.
Достигнув цели, вертолёты Apache и ударные БПЛА нанесли серию ударов по целям около Бариши и продолжали обстрел, обеспечивая возможность безопасной посадки для транспортных вертолётов CH-47 Chinook.
Комплекс зданий, в котором скрывался аль-Багдади с телохранителями и родственниками, был окружён, находившимся в нём людям было предложено сдаться. После отказа бойцы Delta взорвали стены. 11 человек удалось вывести из здания. Сам Абу Бакр аль-Багдади с двумя детьми попытался скрыться через туннель, но был блокирован, в итоге он взорвал себя вместе с детьми, приведя в действие детонатор на поясе смертника.
В ходе операции никто из американских военнослужащих не пострадал, но была ранена служебная собака, заявил Трамп. Судя по имеющейся информации, собака (бельгийская овчарка малинуа) преследовала аль-Багдади в туннеле. Министр обороны США Марк Эспер уточнил: также были легко ранены двое военнослужащих, но госпитализация не потребовалась.
В общей сложности, в районе убежища аль-Багдади бойцы «Delta» находились около двух часов. Помимо прочего, они взяли образцы ДНК погибшего мужчины, экспертиза подтвердила, что убит именно Абу Бакр аль-Багдади.
30 октября ИГ подтвердило смерть аль-Багдади.